# فارميك

شعار الشركة

فارميك (بالرومانية: Farmec)‏ بمعنى سِحْر، هي أكبر شركة لتصنيع مُستحضرات التجميل في رومانيا، وواحدة من أهم الشركات في جنوب شرق أوروبا. تأسست الشركة عام 1945 في كلوج نابوكا. وتمت خصخصتها بالكامل عام 1995 من خلال طريقة MEBO. تمتلك الشركة رأسمال روماني، والمُساهم الوحيد هو PAS Farmec. تقوم الشركة بتصنيع وبيع مُنتجات التجميل ومُنتجات النظافة المنزلية ومُنتجات كيميائية أُخرى. اعتبارًا من عام 2013، تمتلك الشركة مصنع إنتاج كبير في كلوج نابوكا وتُوظّف حوالي 600 عامل.